# NS 3500 (ex-SBB)
De serie NS 3500 was een serie stoomlocomotieven van de Nederlandse Spoorwegen (NS), welke tweedehands waren overgenomen van de Zwitserse spoorwegen SBB.
Na de Tweede Wereldoorlog had de NS dringend behoefte aan materieel, omdat er door de oorlogsomstandigheden veel vernield of weggevoerd was. Van de Zwitserse SBB werd onder andere een tweeëntwintigtal daar al buiten dienst gestelde stoomlocomotieven met drie gekoppelde assen uit de serie SBB A 3/5 603-649 overgenomen. 

De locomotieven zouden eigenlijk als NS-serie 3651-3672 in dienst worden gesteld. Omdat de laatste drie exemplaren van de serie NS 3500 echter kort daarvoor waren afgevoerd, kregen deze locomotieven de nummers 3501-3522. Ze werden tussen mei en oktober 1946 in vijf locomotiefkonvooien via Frankrijk en België naar de Centrale Werkplaats van de NS in Tilburg gebracht. Daar werden nog enkele aanpassingen voor de Nederlandse dienst aangebracht en ze kwamen vanaf juni 1946 in ongewijzigde zwarte kleurstelling in dienst. De locomotieven werden ingezet vanuit de depots Zwolle, Nijmegen, Den Haag, Venlo en Zutphen. Bij de NS kregen ze door de smalle messing band rond de schoorsteen de bijnaam 'Goudvinken'. Maar enkele locs werden in NS-groen geschilderd. Na slechts enkele jaren dienst werden de locomotieven tussen 1948 en 1952 afgevoerd.

## Voorgeschiedenis
Tussen 1907 en 1915 werden door de Schweizerische Lokomotiv- und Maschinenfabrik (SLM) 47 locomotieven aan de Schweizerische Bundesbahnen (SBB) geleverd. De locomotieven werden aangeduid als A 3/5 en kregen de nummers 603-649. De SBB stelde de locomotieven tussen 1934 en 1946 buiten dienst.
| Fabrieksnummer | In dienst | SBB nummer | NS nummer | In dienst NS | Uit dienst NS | Bijzonderheden |
| -------------- | --------- | ---------- | --------- | ------------ | ------------- | -------------- |
| 2114           | 1910      | 605        | 3501      | 1946         | 1949          |                |
| 2115           | 1910      | 606        | 3502      | 1946         | 1952          |                |
| 2116           | 1910      | 607        | 3503      | 1946         | 1949          |                |
| 2118           | 1910      | 609        | 3504      | 1946         | 1948          |                |
| 2122           | 1910      | 613        | 3505      | 1946         | 1951          |                |
| 2123           | 1910      | 614        | 3506      | 1946         | 1950          |                |
| 2124           | 1910      | 615        | 3507      | 1946         | 1949          |                |
| 2248           | 1912      | 621        | 3508      | 1946         | 1949          |                |
| 2250           | 1912      | 623        | 3509      | 1946         | 1949          |                |
| 2251           | 1912      | 624        | 3510      | 1946         | 1948          |                |
| 2253           | 1912      | 626        | 3511      | 1946         | 1948          |                |
| 2334           | 1913      | 628        | 3512      | 1946         | 1948          |                |
| 2335           | 1913      | 629        | 3513      | 1946         | 1948          |                |
| 2438           | 1914      | 634        | 3514      | 1946         | 1948          |                |
| 2439           | 1914      | 635        | 3515      | 1946         | 1948          |                |
| 2442           | 1914      | 638        | 3516      | 1946         | 1949          |                |
| 2443           | 1914      | 639        | 3517      | 1946         | 1948          |                |
| 2446           | 1914      | 642        | 3518      | 1946         | 1951          |                |
| 2447           | 1914      | 643        | 3519      | 1946         | 1949          |                |
| 2539           | 1915      | 647        | 3520      | 1946         | 1951          |                |
| 2540           | 1915      | 648        | 3521      | 1946         | 1948          |                |
| 2541           | 1915      | 649        | 3522      | 1946         | 1949          |                |

## Foto's

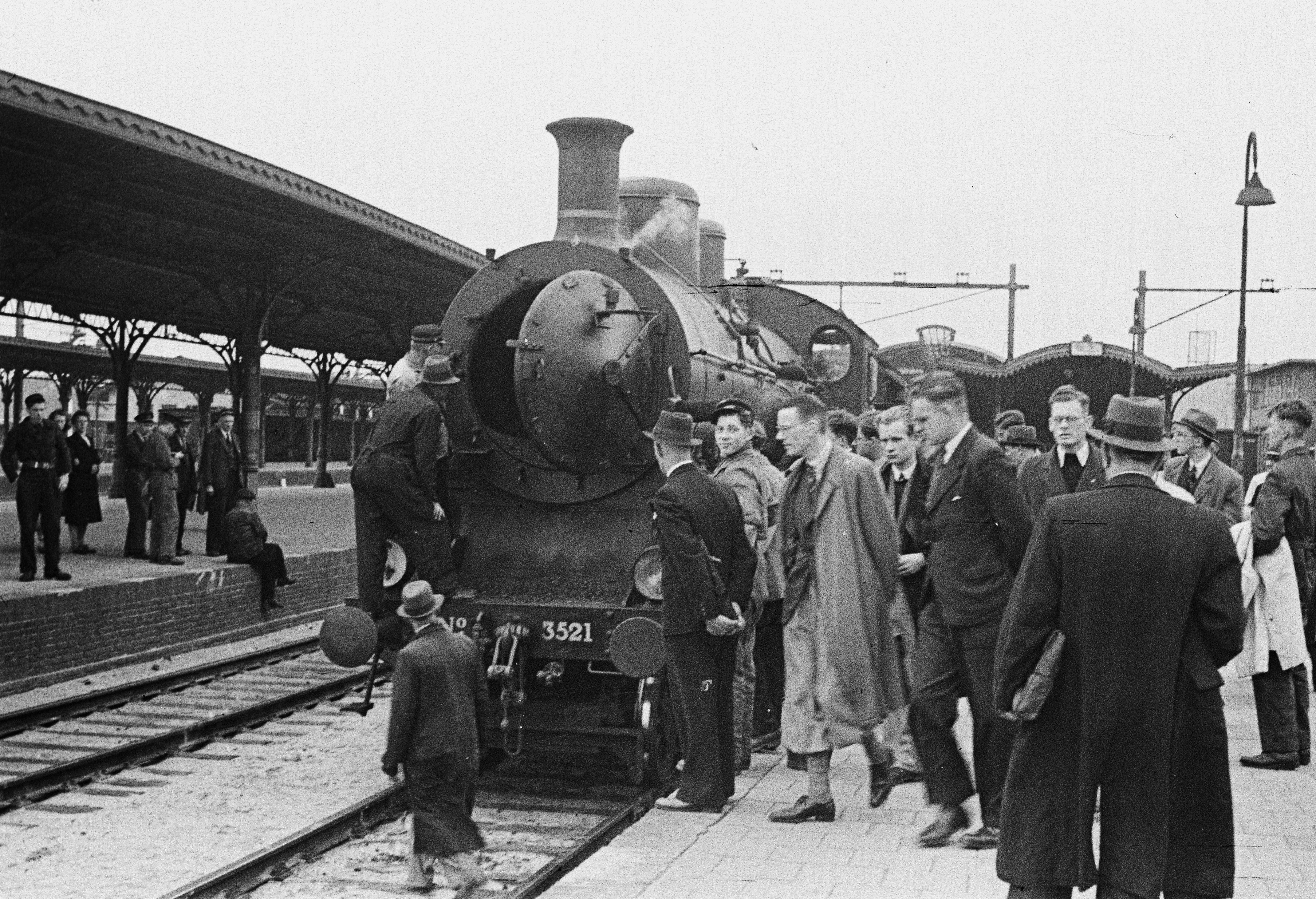
NS 3521 (ex-SBB)
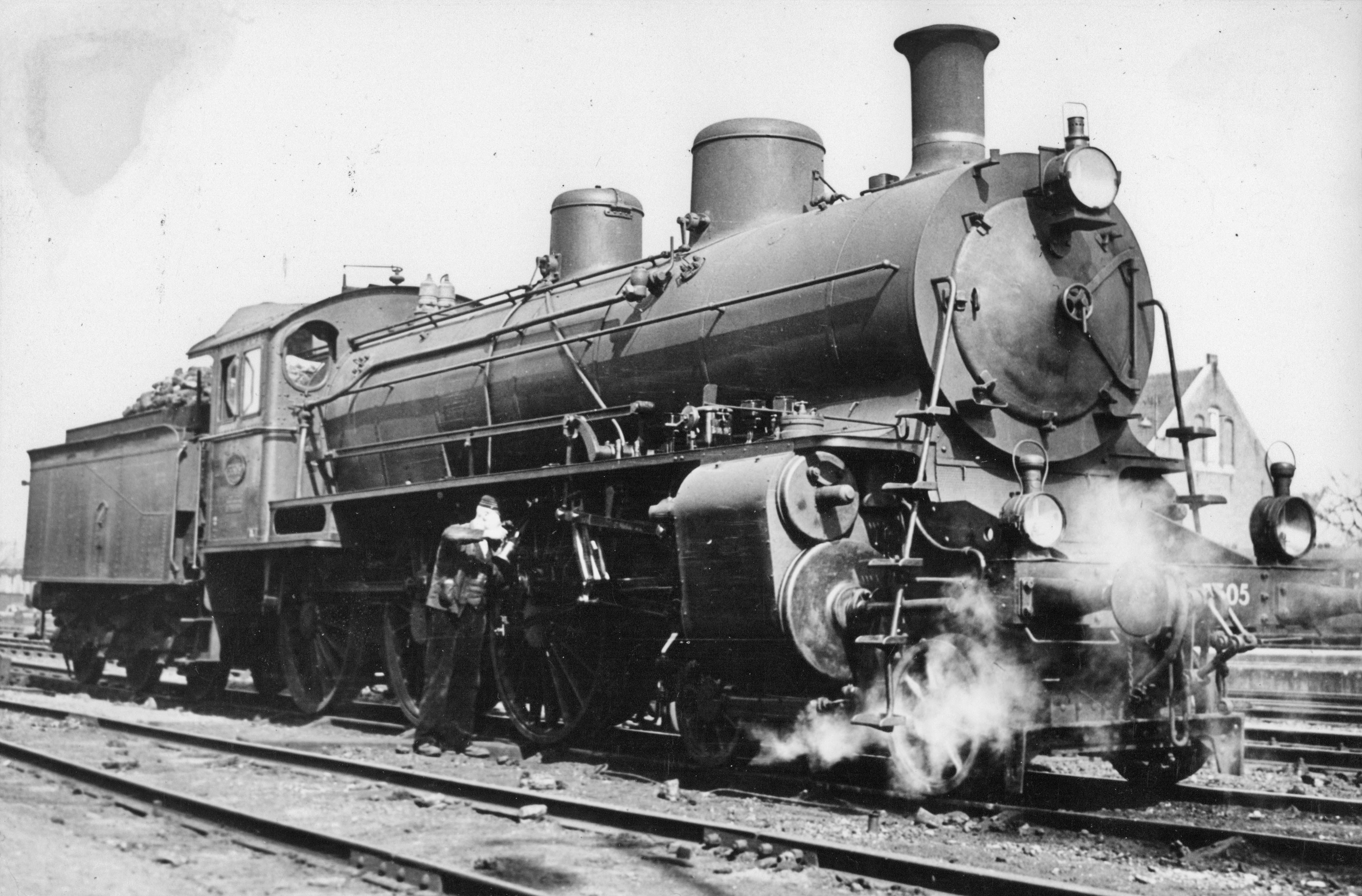
NS 3505 (ex-SBB) op het emplacement van Zwolle. (Tussen 1946 en 1952)
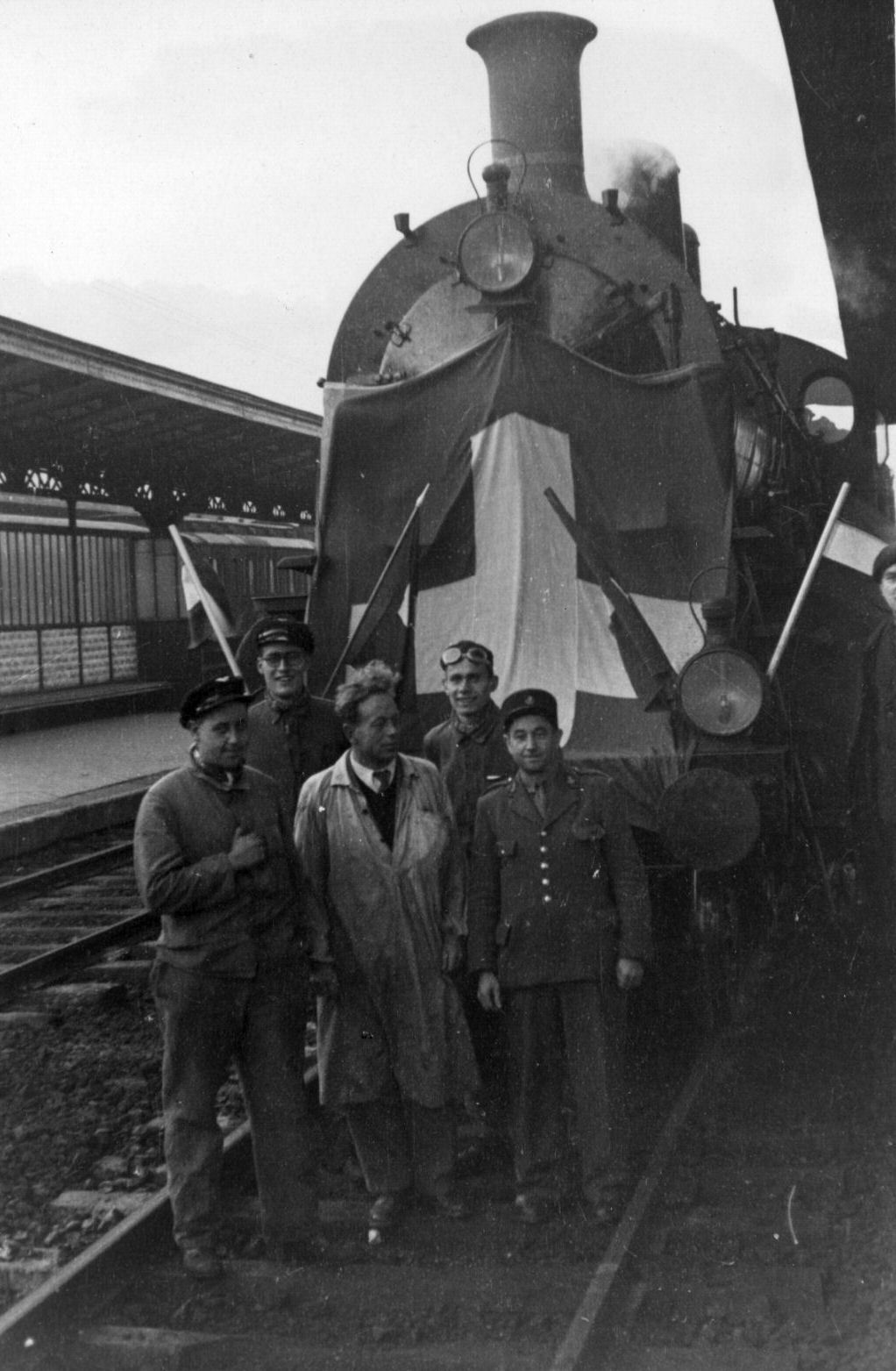
NS 3518 (ex-SBB) te Longwy (Frankrijk). (18-10-1946)
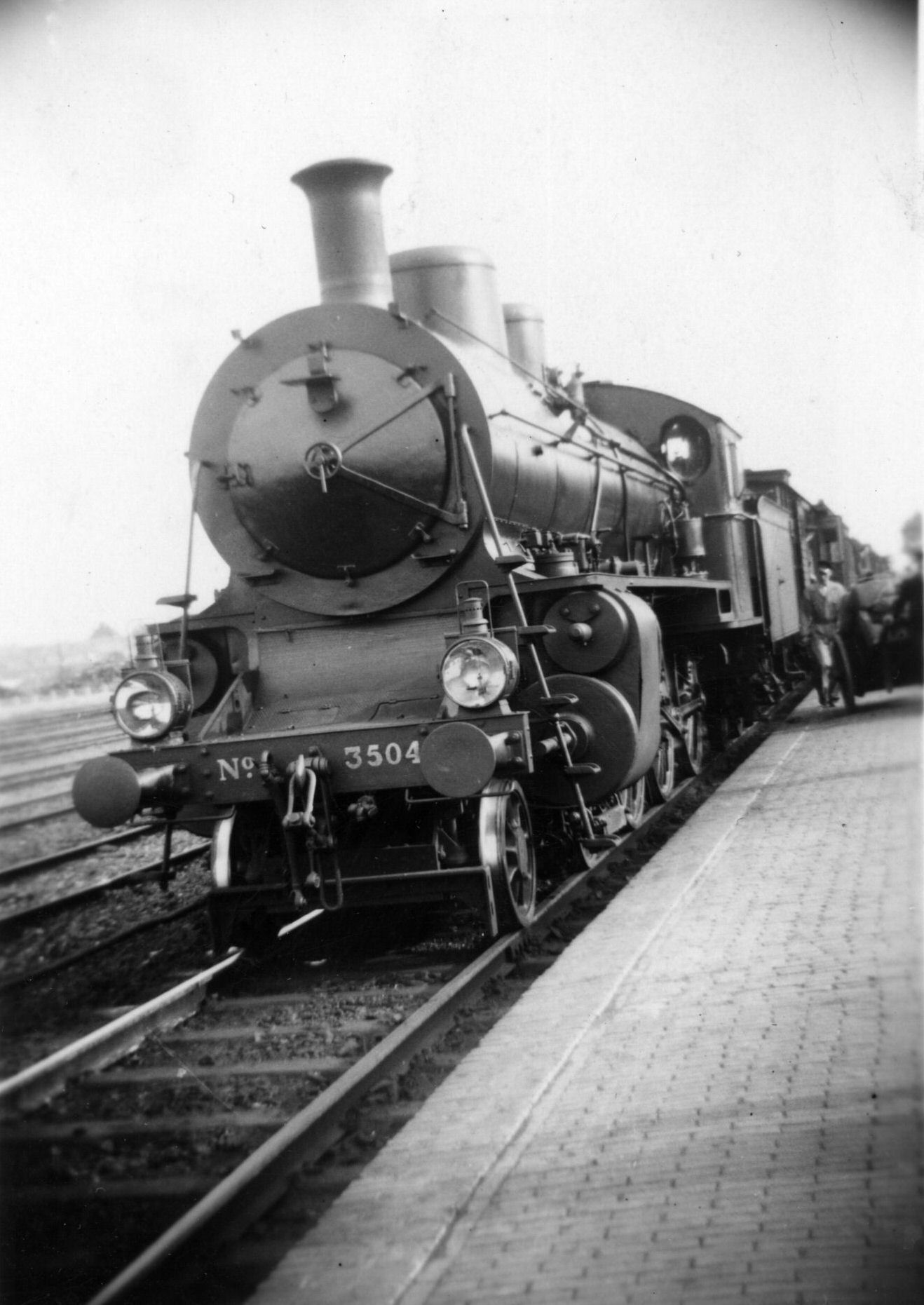
NS 3504 (ex-SBB) in Roermond. (03-07-1947)
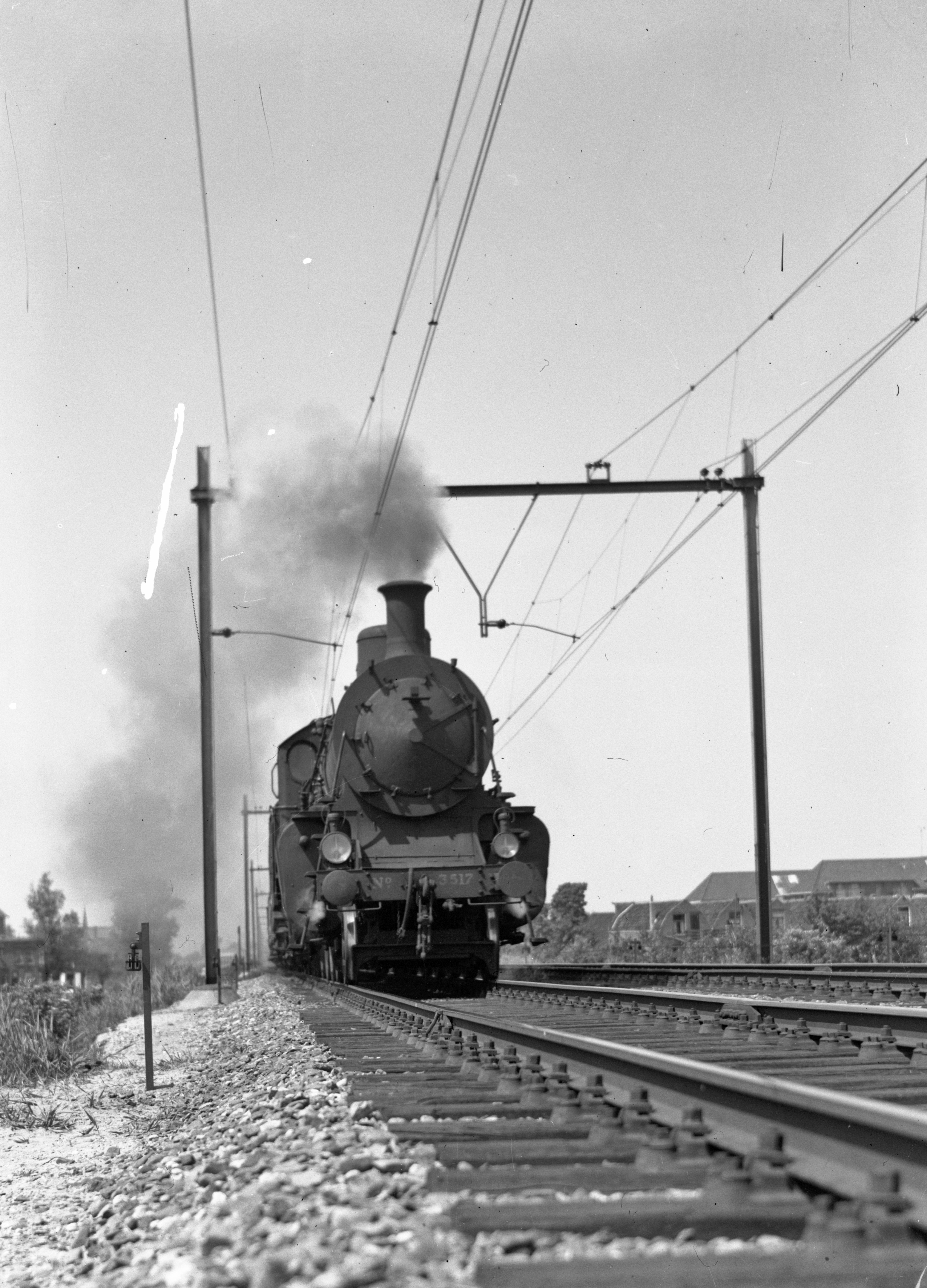
NS 3517 (ex-SBB)
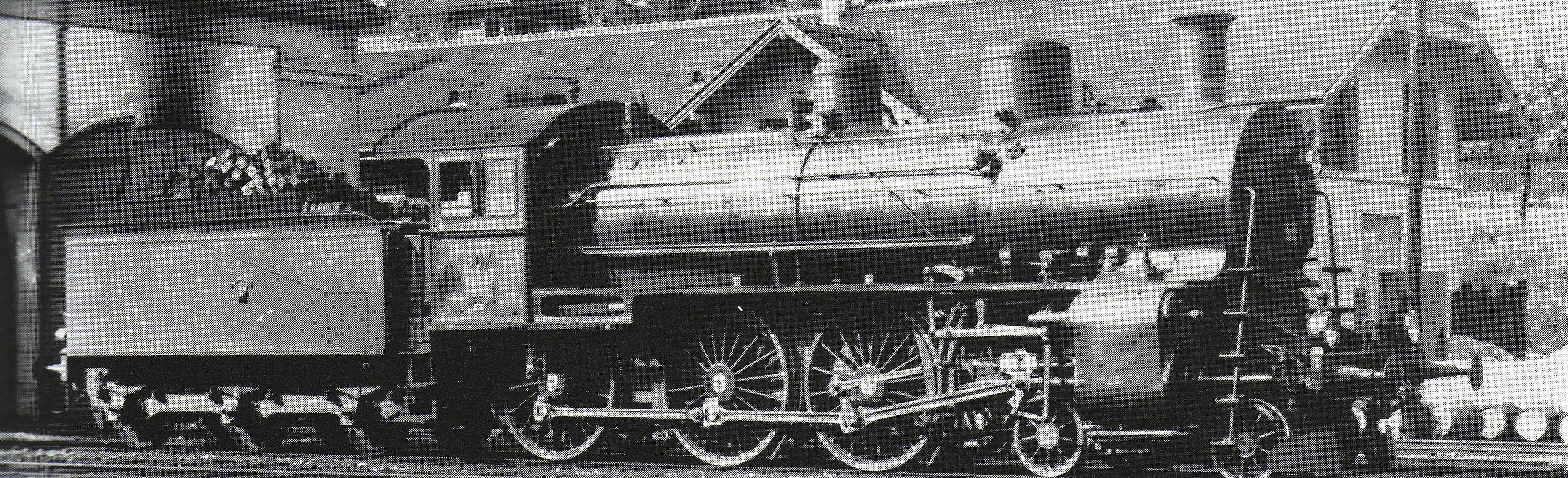
SBB A 3/5 607, de latere NS 3503